# مؤسسه کیهان

آرم موسسه کیهان

مؤسسه کیهان مؤسسه ایرانی است که در سال ۱۳۶۵ تأسیس شده‌است و در زمینه نشر کتاب، چاپ روزنامه و مجله فعالیت می‌کند. این مؤسسه همچنین در زمینه واردات و صادرات کاغذ و تجهیزات مربوط به چاپ و نشر فعالیت دارد و از سال ۱۳۸۶ کارت بازرگانی دریافت نموده‌است. روزنامه کیهان مشهورترین نشریه چاپ این مؤسسه است.
اگرچه تاریخ ثبت رسمی این مؤسسه در سال ۱۳۶۵ است، اما از سال‌ها پیش از این در عرصهٔ مطبوعات ایران فعال بوده و در کنار مؤسسه اطلاعات، یکی از دو مؤسسه مطبوعاتی مدرن و بزرگ ایران بود.
هم‌اکنون حسین شریعتمداری، سرپرستی این مؤسسه را بر عهده دارد.

## نشریات
مؤسسه کیهان طی سال‌ها فعالیت، این نشریات را منتشر کرده‌است: (سال شروع انتشار یا فعالیت تا سال پایان)
- کیهان هوایی سال ۱۳۲۹–۱۳۷۸
- کیهان ورزشی (هفته‌نامه) از ۱۳۳۴
- کیهان ورزشی (روزنامه) از ۱۳۷۱ تا ۱۳۸۸
- کیهان بچه‌ها سال ۱۳۳۵
- کیهان انگلیسی سال ۱۳۳۸
- کیهان سال، سال ۱۳۴۱
- مجله زن‌روز سال ۱۳۴۳
- کیهان عربی سال ۱۳۵۹
- کیهان فرهنگی سال ۱۳۶۳
- کیهان اندیشه سال ۱۳۶۴
- کیهان ترکی سال ۱۳۶۴–۱۳۷۳
- سازمان انتشارات کیهان سال ۱۳۶۴
- کیهان علمی سال ۱۳۶۸–۱۳۷۳
- کیهان کاریکاتور سال ۱۳۷۱
- کیهان اردو سال ۱۳۷۱–۱۳۷۳
- مجله پول سال؟ - ۱۳۷۳

## دفتر پژوهش‌های مؤسسه کیهان
دفتر پژوهش‌های مؤسسه کیهان مجموعه کتاب‌هایی تحت عنوان «نیمه پنهان» چاپ می‌کند که تاکنون بیش از ۳۵ جلد از این مجموعه منتشر شده‌است.